# 2 a.m. Wakeup Call
2 a.m. Wakeup Call – drugi album studyjny amerykańskiego zespołu Tweaker, wydany 20 kwietnia 2004 roku przez Waxploitation Records.

## Lista utworów
1. "Ruby" (feat. Will Oldham) – 3:43
2. "Cauterized" – 3:06
3. "Worse Than Yesterday" (feat. mellowdrone) – 4:18
4. "Truth Is" (feat. Robert Smith) – 4:03
5. "Remorseless" – 2:37
6. "Pure Genius" (feat. David Sylvian) – 3:52
7. "It's Still Happening" (feat. Hamilton Leithauser) – 3:17
8. "2 A.M." – 3:15
9. "Movement of Fear" – 3:40
10. "Sleepwalking Away" (feat. Nick Young) – 3:57
11. "The House I Grew Up In" (feat. Johnny Marr) – 4:04
12. "Crude Sunlight" (feat. Jennifer Charles) – 6:52